# Gratuidad

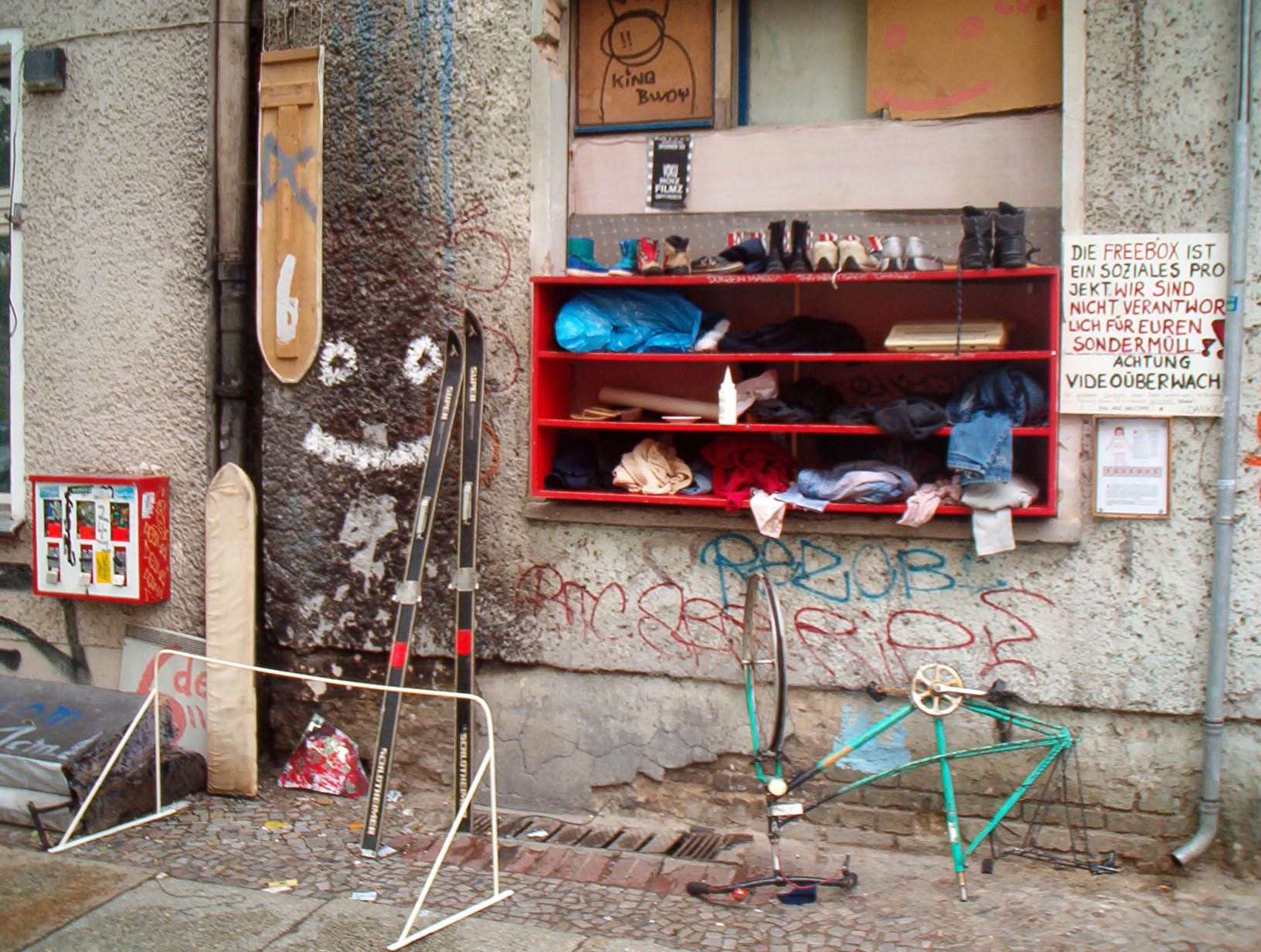
Freebox (centro de distribución gratuita de material donado) en Berlín.

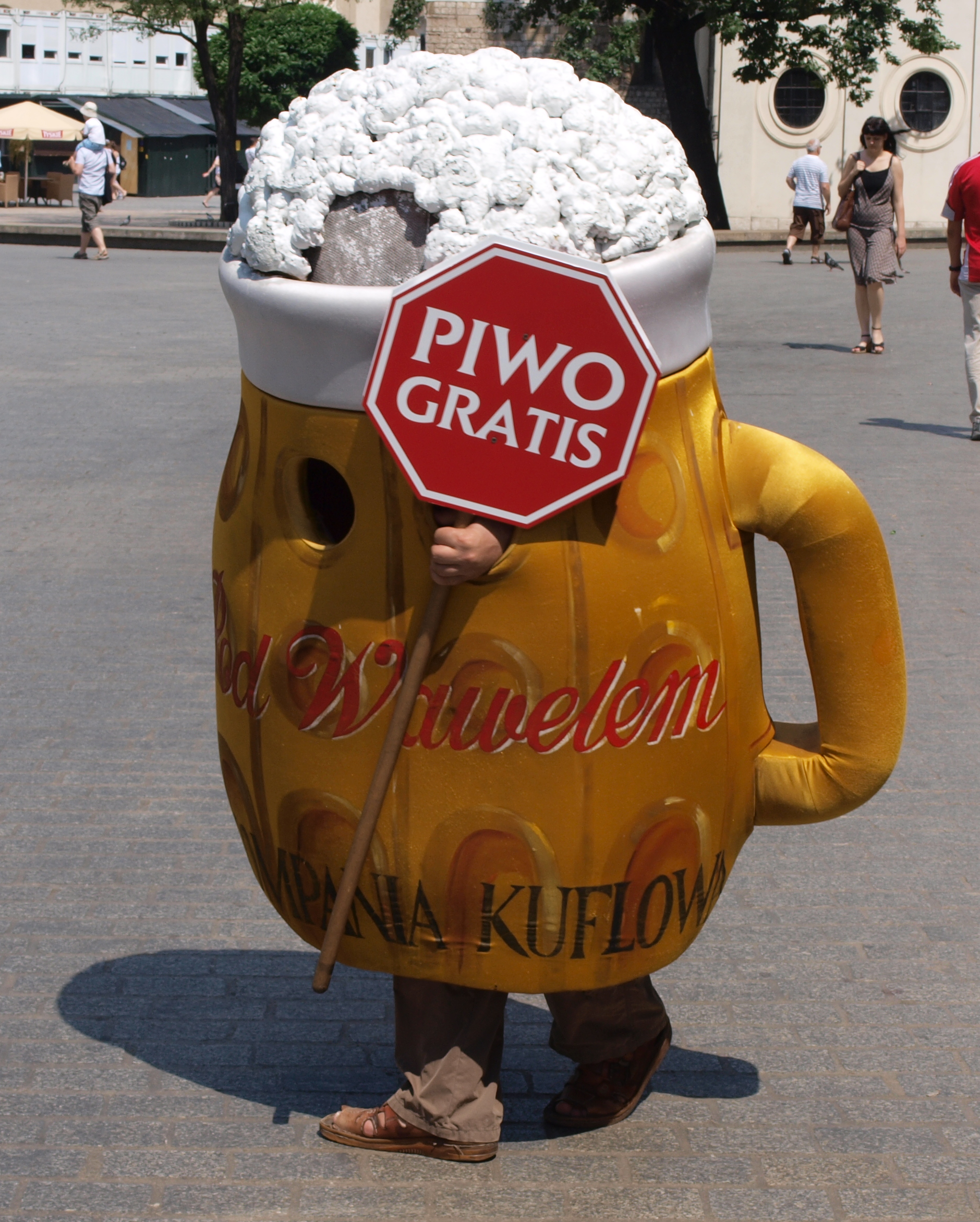
Promoción de cerveza.

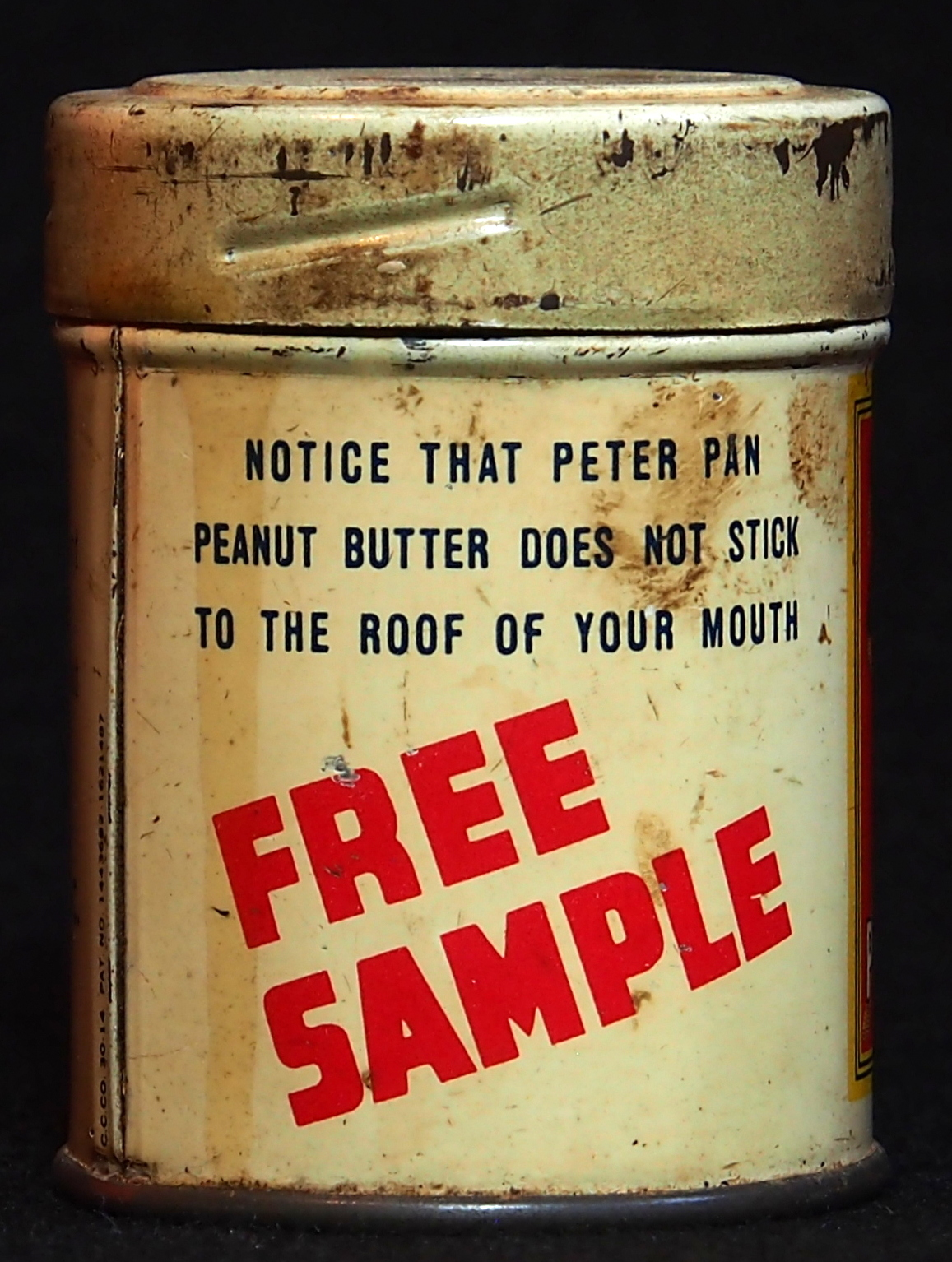
Muestra gratuita de mantequilla de cacahuete.

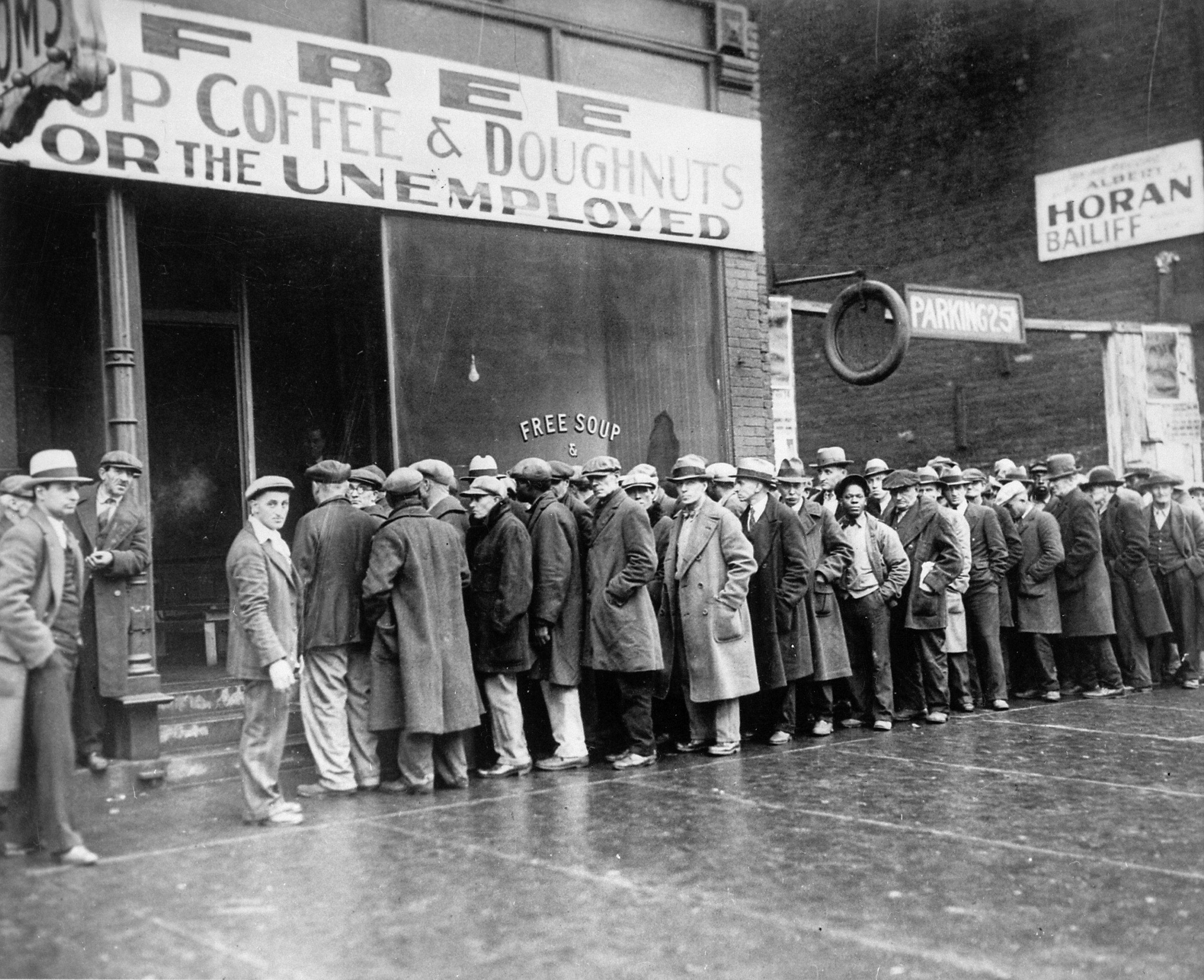
"Sopa, café y rosquillas gratis para los desempleados". La pagaba Al Capone (Chicago, 1931).

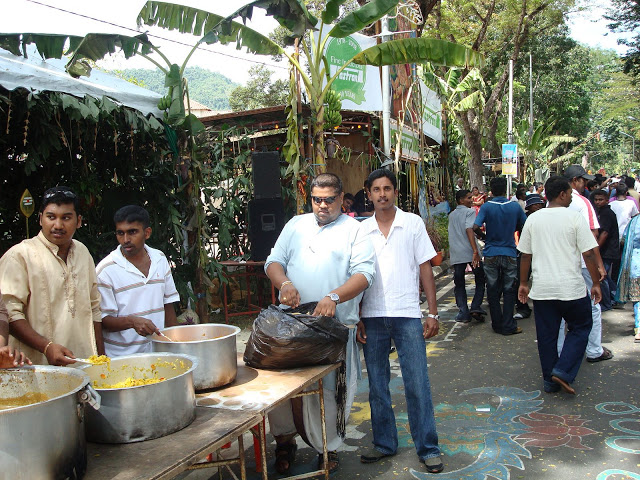
Comida gratuita durante una festividad religiosa en la India.

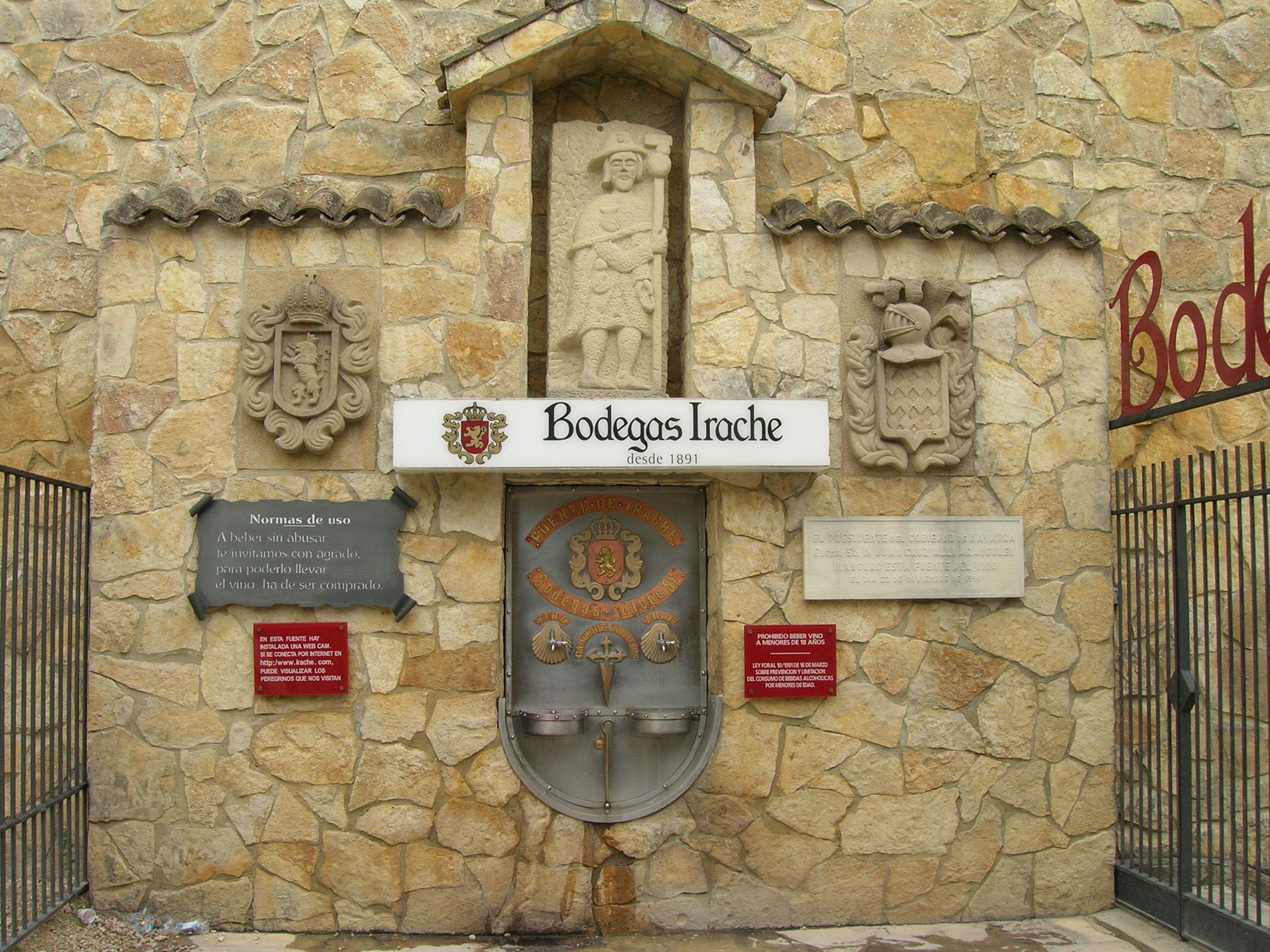
Fuente de vino para los peregrinos del Camino de Santiago. En el cartel se indica: "A beber sin abusar / le invitamos con agrado / para poderlo llevar / el vino ha de ser comprado".

Gratuidad es un concepto económico: la dispensación de un bien o un servicio sin contraprestación o contrapartida aparente por parte del beneficiario, especialmente cuando no hay precio o este no se sustancia en un pago o cargo pecuniario que este haya de afrontar.

## Etimología
Gratuidad, del francés gratuité, y este del latín medieval gratuitas, -atis «favor» - Cualidad de gratuito".
Gratis (del latín gratis, contracción de gratiis "por gratitud, a cambio de nada", ablativo de gratiae, plural de gratia) comparte etimología con las distintas acepciones de los términos "gracias" y "gracia" ("favor, estima, cualidad agradable, buen deseo, gratitud", que en latín eclesiástico se usa para traducir el término griego χάρισμα -kharisma-, derivado de gratus -"grato, agradable, placentero", de la raíz preindoeuropea *gwreto-, forma en sufijo de la raíz *gwere- -"favorecer"-). La expresión latina gratis pro Deo ("gratuitamente por el amor de Dios"), utilizada desde la Edad Media, se emplea en la actualidad con sentido irónico. La primera acepción del DRAE para la palabra "gratuito" es "de balde o de gracia"; recogiéndose como segunda acepción "arbitrario, sin fundamento", proponiéndose como ejemplos las expresiones "acusación gratuita" y "suposición gratuita".

## Economía
Es una noción ambigua, ya que en realidad ningún bien económico es gratuito socialmente, puesto que todos tienen algún coste de producción o alguna externalidad, y por tanto alguien tiene que asumirlos, aunque no los pague directamente el consumidor (en el caso de que un bien no tenga coste alguno para nadie, no es un bien económico sino uno de los llamados bienes libres). 
También ocurre que el que disfruta de un bien o servicio gratuito afronta al menos un coste de oportunidad (diferencia entre el valor del bien obtenido y el del bien al que se renuncia por el hecho de aceptarlo). 
Muchos conceptos, financiados de muy distintos modos, se confunden en el concepto de lo "gratuito": los artículos promocionales, lo comprendido en el precio (venta por lotes, tarifa plana, buffet libre), lo pagado por la molestia (por ejemplo, el acceso a ciertos contenidos a cambio de soportar publicidad -habitual en radiodifusión, televisión e internet-), lo pagado por los impuestos (servicios sociales, servicios públicos), las donaciones, los regalos (economía del don), las invitaciones o convites, los donativos, las limosnas, la ayuda humanitaria, algunos conceptos médicos (como los órganos para trasplante o algunos casos de medicina de urgencia), algunos seguros en caso de catástrofe (que se generalizan incluso a los que no han pagado previamente la cuota de un seguro), etc.
Los bienes comunes y los bienes públicos pueden ser o no de acceso gratuito.

### TANSTAAFL
Robert A. Heinlein popularizó en 1966 (en su novela La Luna es una cruel amante) el adagio preexistente (atestiguado al menos desde 1938) There Ain't No Such Thing As A Free Lunch ("no hay tal cosa como un almuerzo gratis" -equivalente a las expresiones castellanas "nadie da nada por nada" o "nadie da duros a peseta"-), reducida al acrónimo TANSTAAFL. Retomado por Milton Friedman, se utiliza en manuales de economía.

## Gratuidad de los sacramentos
La cuestión de la gratuidad de los sacramentos en el cristianismo implica el pecado de la simonía cuando no se cumple.

## Cultura de la gratuidad
Frente al contenido de pago, la cultura de la gratuidad (gratiskultur) es la que predomina en Internet. En palabras de Chris Anderson: "quien quiera estar presente en la Red, tiene que ofrecer su contenido de forma gratuita". Según una encuesta de 2001 por Media Metrix, el 69 por ciento de los consumidores no está dispuesto a pagar por el contenido en Internet.
En muy distintos sectores económicos, la política de precios (pricing) puede incluir distintas formas que se aproximan a la gratuidad en distintos casos.